# Rosie Stephenson-Goodknight
Rosie Gojich Stephenson-Goodknight (n. 5 decembrie 1953, Gary, Indiana, SUA) este o redactoare a Wikipediei din Statele Unite ale Americii, cunoscută sub pseudonimul (numele de utilizator) Rosiestep, care este remarcată pentru acțiunile sale de combatere a părtinirii de gen pe Wikipedia⁠(d), manifestate prin derularea de proiecte ale creșterii cantității și calității biografiilor femeilor. Ea a contribuit cu mii de articole noi.
Stephenson a fost desemnată Wikipedistul anului⁠(d) în 2016. În mai 2018, a fost onorată în Serbia cu titlul de Cavaler al Ordinului Sf. Sava al Pacifismului Diplomatic⁠(d). A fost aleasă în Consiliul de administrație al Fundației Wikimedia în octombrie 2021.

## Tinerețe
Stephenson-Goodknight este de origine sârbă. Ea este nepoata Paulinei Lebl-Albala⁠(d), o feministă care a fost președintele Femeilor Universitare din Iugoslavia. David Albala⁠(d), bunicul ei, a fost medic și lider sionist, care a servit o perioadă ca președinte al comunității de sefarzi din Belgrad. La o vârstă fragedă, ea a manifestat un interes puternic pentru cultura lumii, dar a fost încurajată de tatăl ei să urmeze o carieră în antropologie; într-un final, a absolvit cu diplomă de master în administrarea afacerilor.

## Redactarea Wikipediei
Stephenson-Goodknight a început să editeze Wikipedia în 2007. Fiul ei editase un articol despre un oraș din Ucraina în care se afla ca parte a Peace Corps și i-a spus că Wikipedia poate fi editată de oricine. Ea a început să editeze mai târziu în același an, când a căutat cărți publicate de Book League of America⁠(d) și a determinat că unele informații lipsesc de pe Wikipedia. Ea a considerat că enciclopedia este o cale potrivită pentru promovarea antropologiei, citând influența lui Margaret Mead:
„Unii din voi știu că în adâncul sufletului sunt un antropolog cultural. Am vrut să urmez pașii lui Margaret Mead și să studiez acest domeniu la Barnard, așa cum au făcut Margaret și mama mea. Am vrut să călătoresc în Papua Noua Guinee ca să cercetez oamenii de acolo, la fel ca Margaret. Dar tata s-a opus studiilor mele în antrolopogie – m-a sfătuit să mă specializez în ceva mai practic. Și iată-mă acum, peste ani, trăind o viață de antropolog cultural amator, scriind articole despre insula Goaribari⁠(d) și canibalii de pe ea. Dedic acest articol tuturor fetițelor cu vise „nepractice”.”

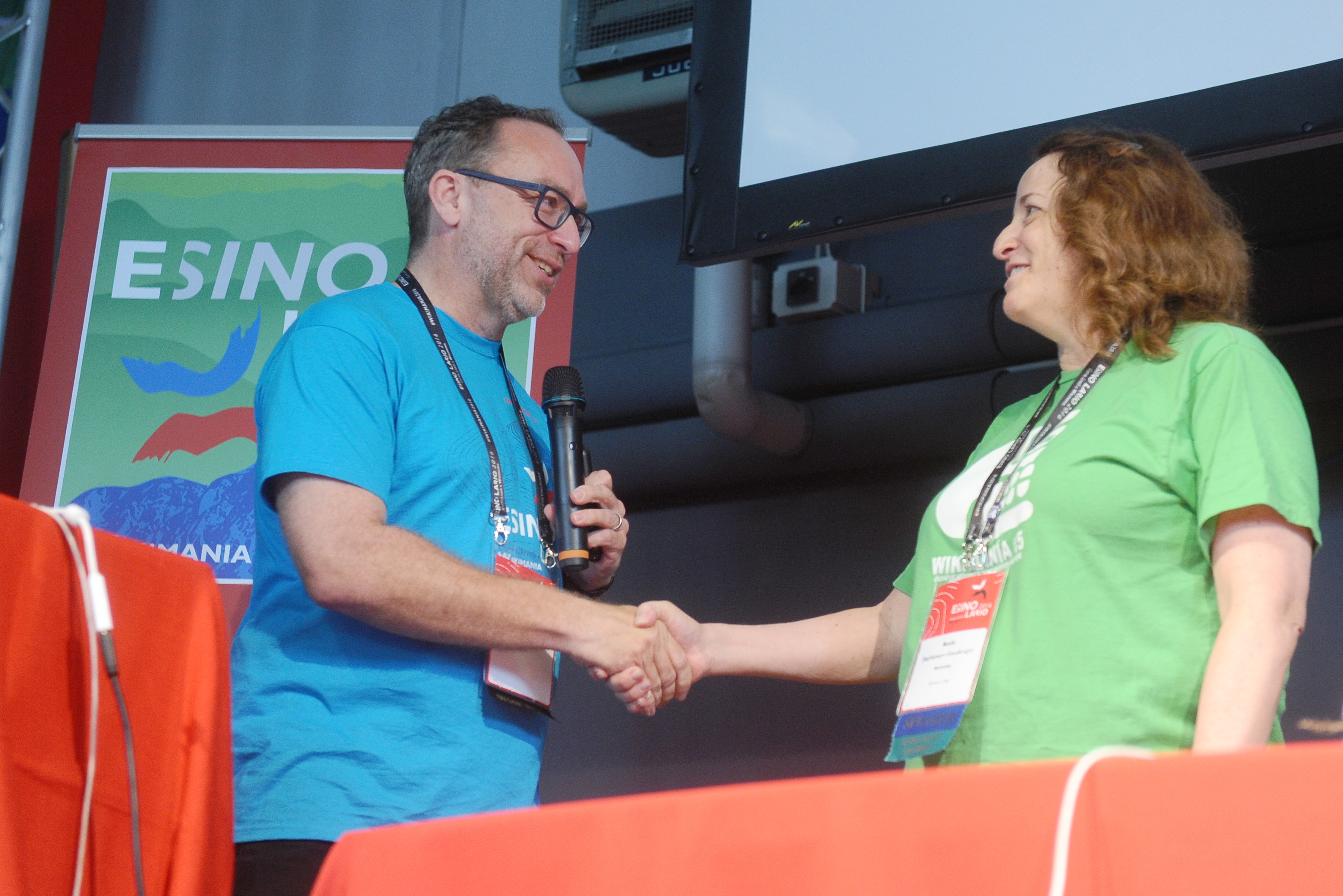
Stephenson-Goodknight la Wikimania 2016 cu fondatorul Wikipedia Jimmy Wales

Stephenson-Goodknight a lucrat la crearea de articole despre geografie, arhitectură și diverse biografii timp de câțiva ani, cu timpul concentrându-se pe biografiile femeilor. În 2014, a fost subiectul unui articol al Huffington Post din Marea Britanie, care a prezentat-o drept autoarea a peste 3.000 de articole noi de pe Wikipedia. Către 2016 ea crease peste 4.000 de articole noi și făcuse peste 100.000 de editări. A devenit laureata premiului „Wikipedistul anului⁠(d) 2016”, acordat de fondatorul Wikipedia Jimmy Wales ca recunoaștere a reușitelor remarcabile, împărțind premiul cu o altă redactoare, Emily Temple-Wood⁠(d). A fost co-fondatoare a proiectelor „WikiProject Women” („Proiectul wiki «Femei»”), „WikiProject Women writers” („Proiectul wiki «Scriitoare»”) și Women in Red. Aceste inițiative au crescut procentul Wikipedia de articole despre femei (în raport cu cele despre bărbați) de la 15,5% la 16,35%. A participat și la proiecte similare, precum Art+Feminism Wikipedia Edit-A-Thon în aprilie 2016.
Stephenson-Goodknight și-a exprimat opinia că există suficient material pentru a scrie biografii mai ample, cu condiția ca oamenii să fie pregătiți să le caute. Ea consideră, de asemenea, contribuția femeilor în Wikipedia ca fiind una esențială: „Ceea ce este necesar Wikipediei este tu, femeia-editor, cu aptitudinile și interesele tale unice și cu tonul în discuție. Fără tine, dezechilibrul de gen va continua pe Wikipedia”.
Pe 23 ianuarie 2020, Wikipedia a anunțat că Stephenson-Goodknight a fost autoarea celui de-al 6.000.000-lea articol al Wikipediei în limba engleză, și anume biografia scriitoarei canadiane Maria Elise Turner Lauder⁠(d)

## Premii și recunoaștere

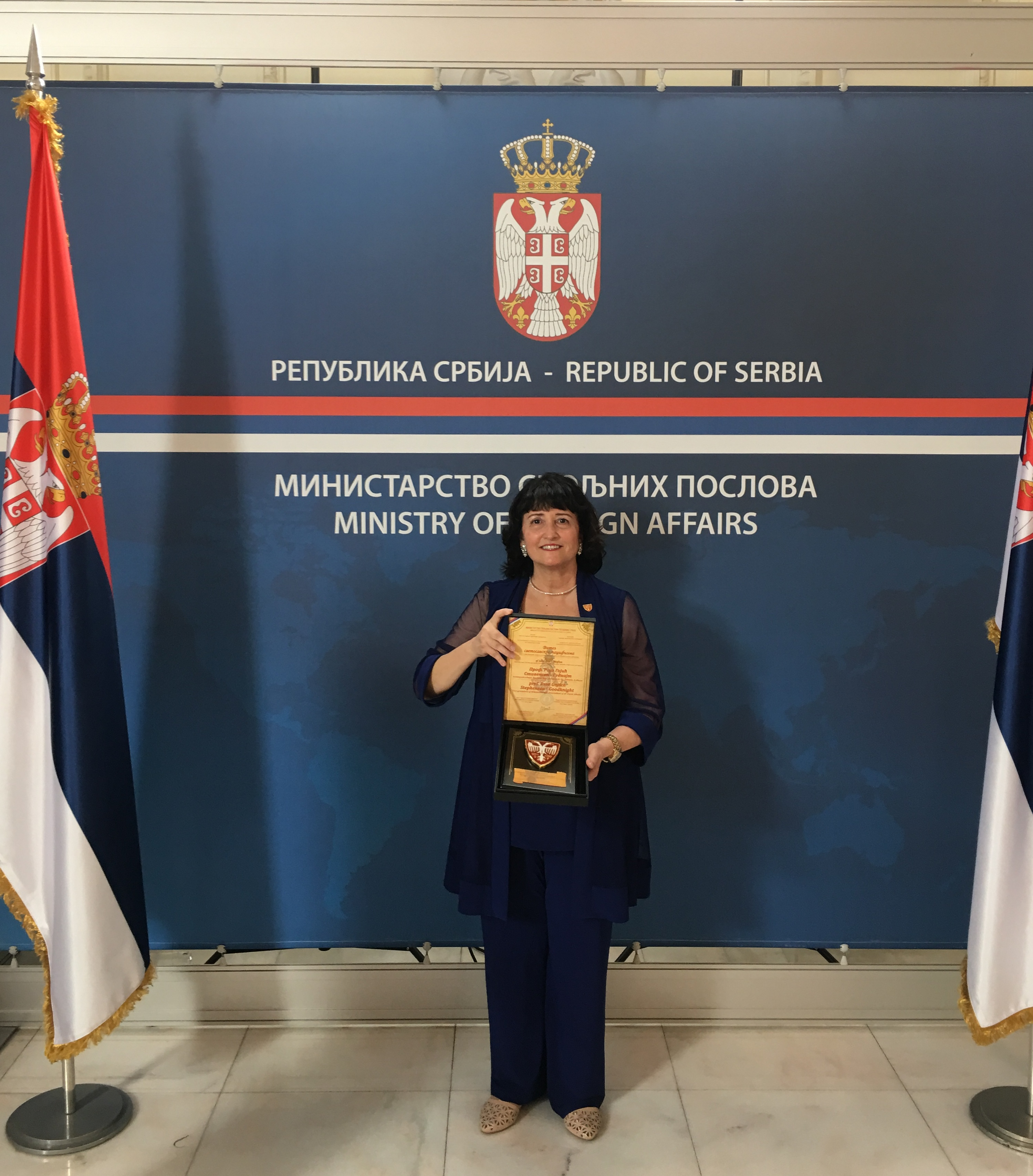
Acordarea titlului de Cavaler al Ordinului Sf. Sava al Pacifismului Diplomatic, în mai 2018

La 14 decembrie 2017, Goodknight a fost „oaspetele de onoare” la un eveniment găzduit de ambasadorul Israelului în Serbia, Alona Fisher-Kamm⁠(d), cu ocazia aniversării a 25 de ani de relații diplomatice dintre Serbia și Israel.
La 29 mai 2018, Stephenson-Goodknight a fost decorată cu titlul de Cavaler al Ordinului Sf. Sava al Pacifismului Diplomatic⁠(d) („Vitez svetosavskog pacifizma”) de către viceprim-ministrul și ministrul afacerilor externe al Serbiei Ivica Dačić, ca recunoaștere pentru munca sa pe Wikipedia de comemorare a sârbilor la „o sută de ani de la Marele Război”. A fost menționată în mod special contribuția ei la păstrarea memoriei ofițerului militar sârb și liderului comunității evreiești, bunicul ei David Albala⁠(d).

## Viață personală
Stephenson-Goodknight lucrează în Las Vegas ca administrator de afaceri la o companie de asistență medicală. Locuiește în Las Vegas și în Nevada City, California⁠(d).